# Deutsches Jungvolk
Jóvenes Alemanes de las Juventudes Hitlerianas (DJ, también DJV; en alemán: Deutsches Jungvolk in der Hitler Jugend) fue la sección separada para niños de 8 a 14 años de las Juventudes Hitlerianas en la Alemania nazi. A través de un programa de actividades al aire libre, desfiles y deportes, tuvo como objetivo adoctrinar a sus jóvenes miembros en los principios de la ideología nazi. La membresía se volvió totalmente obligatoria para los niños en 1939. Al final de la Segunda Guerra Mundial, algunos se habían convertido en niños soldado. Después del final de la guerra en 1945, el Deutsches Jungvolk y su organización matriz, las Hitlerjugend, dejaron de existir.

## Desarrollo

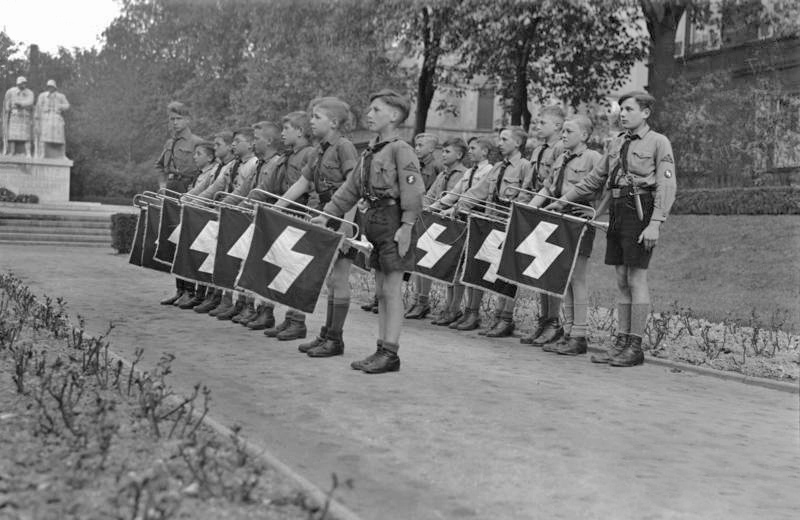
Trompetistas del Deutsches Jungvolk en un mitin nazi en la ciudad de Worms en 1933. Sus pancartas ilustran la insignia de la runa del Deutsches Jungvolk.

El Deutsches Jungvolk fue fundada en 1928 por Kurt Gruber con el título de Jungmannschaften ("Equipos Juveniles"), pero pasó a llamarse Knabenschaft y finalmente a Deutsches Jungvolk in der Hitler Jugend en marzo de 1931. Tanto el Deutsches Jungvolk (DJ o DJV) como las Hitlerjugend (HJ) modeló partes de su uniforme y programa de las asociaciones de Scout alemanas y otros grupos de jóvenes, que luego fueron prohibidos por el gobierno nazi durante 1933 y 1934.
Tras la promulgación de la Ley de las Juventudes Hitlerianas el 1 de diciembre de 1936, los niños debían registrarse en la Oficina de la Juventud del Reich en marzo del año en que llegaban a la edad de diez años; se esperaba que aquellos que se consideraban racialmente aceptables se unieran al DJ. Aunque no era obligatorio, el hecho de que los niños no se unieran al DJ fue visto como un fracaso de la responsabilidad cívica por parte de sus padres.
El 25 de marzo de 1939, la Segunda Orden de Ejecución de la Ley de las Juventudes Hitlerianas ("Reglamento de Servicio de la Juventud") se volvió más estricto a las regulaciones, lo que hizo que la membresía del DJ o Hitlerjugend fuera obligatoria para todos los alemanes entre los 10 y los 18 años de edad. Los padres podían ser multados o encarcelados por no registrar a sus hijos. Se excluyó a los niños si anteriormente se los había declarado culpables de "actos deshonrosos", si se los había declarado "no aptos para el servicio" por razones médicas o si eran judíos. Los polacos étnicos o los daneses que vivían en el Reich (esto fue antes del estallido de la guerra) podían solicitar la exención, pero no eran excluidos.

## Entrenamiento y actividades

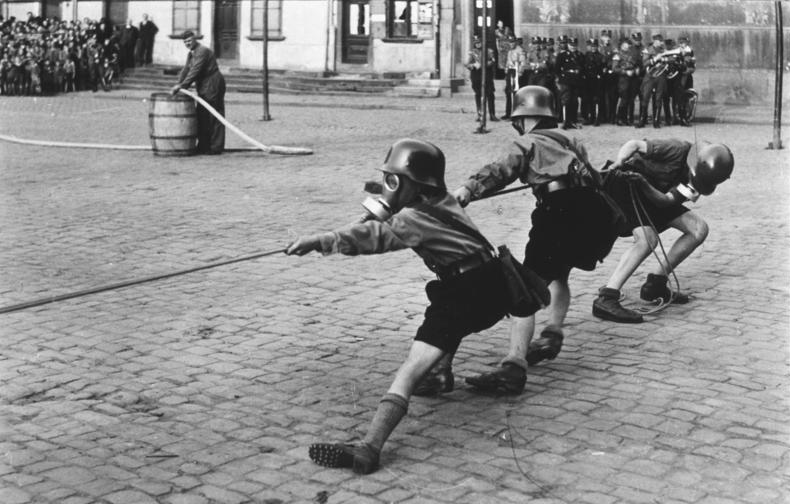
Los reclutas del Deutsches Jungvolk de 1933 aprenden técnicas de lucha contra incendios

El DJ y HJ copiaron muchas de las actividades de las diversas organizaciones juveniles alemanas que reemplazaron. Para muchos niños, el DJ era la única forma de participar en deportes, acampar y hacer caminatas. Sin embargo, el principal objetivo del DJ era inculcar a los niños en los principios políticos del nazismo. Los miembros estaban obligados a asistir a mítines y desfiles del partido nazi. Semanalmente, se celebró el Heimabende, una reunión del miércoles por la noche para el adoctrinamiento político, racial e ideológico. Se alentó a los niños a informar a las autoridades si las creencias de sus padres eran contrarias al dogma nazi.
Una vez que Alemania estaba en guerra, la preparación básica premilitar aumentó; a fines de 1940, los miembros del DJ debían recibir capacitación en tiro al blanco con rifles de pequeño calibre y participar en "maniobras de campo".

## Organización

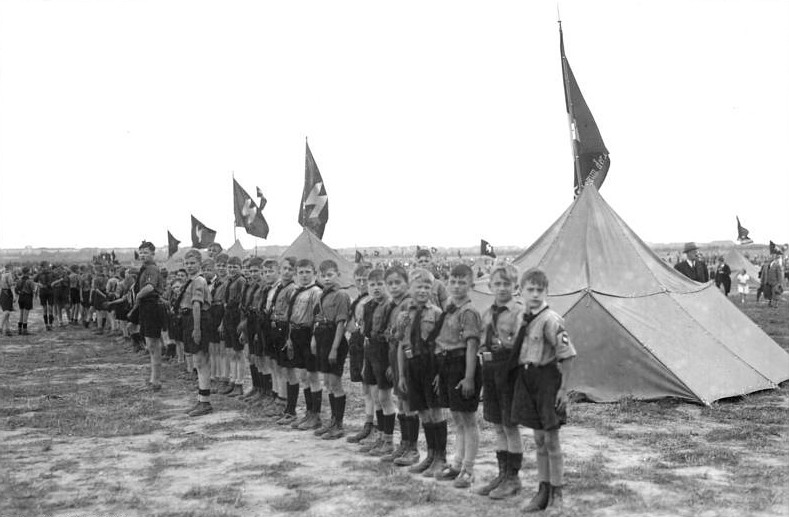
Reclutas del Deutsches Jungvolk en fila para pasar lista en un mitin en Berlín, en 1934.

Los reclutas se llamaban Pimpfen, una palabra coloquial del alto alemán superior para "niño", "pequeño pícaro", "pantano" o "rapscallion" (originalmente "pedo pequeño"). Los grupos de 10 niños se llamaban Jungenschaft, con líderes elegidos de los niños mayores; Cuatro de estos formaron una unidad llamada Jungzug. Estas unidades se agruparon en compañías y batallones, cada uno con sus propios líderes, que generalmente eran adultos jóvenes. Der Pimpf, la revista nazi para niños, estaba especialmente dirigida a aquellos en el Deutsches Jungvolk, con aventura y propaganda.
Los reclutas debían jurar una versión del juramento de Hitler: "En presencia de este estandarte de sangre que representa a nuestro Führer, juro dedicar todas mis energías y mi fuerza al salvador de nuestro país, Adolf Hitler. Estoy dispuesto y listo. Abandonar mi vida por él, así que ayúdame Dios ".

## Uniformes y emblemas
El uniforme del DJ era muy similar al equivalente de las Hitlerjugend. El uniforme de verano consistía en un pantalón negro y una camisa de color canela con bolsillos, usado con un pañuelo negro enrollado asegurado con un nudo Gilwell, usualmente metido debajo del cuello. El arnés originalmente consistía en una boina, pero cuando fue descartada por el HJ en 1934, el DJ adoptó una gorra lateral con ribetes de colores que denotaban su unidad.
El emblema del DJ era una runa Sieg blanca sobre fondo negro, que simbolizaba la "victoria". Esto se usó en el uniforme en forma de una insignia de tela, cosida en la manga superior izquierda de la camisa.

## Segunda Guerra Mundial

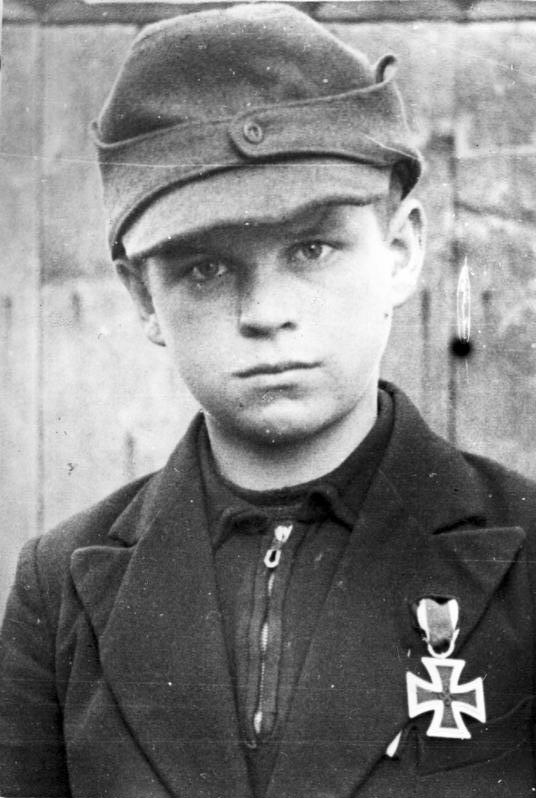
El comandante de pelotón Jungvolk, de 12 años de edad, Alfred Zech (de Goldenau, en la Alta Silesia) obtuvo la Cruz de Hierro de 2.ª clase en 1945 por rescatar a soldados heridos mientras se encontraba bajo fuego enemigo.

Además de su entrenamiento premilitar, el DJ contribuyó al esfuerzo de guerra alemán recolectando materiales reciclables como papel y chatarra, y actuando como mensajeros para las organizaciones de defensa civil. En 1944, las Juventudes Hitlerianas formaban parte del Volkssturm, una milicia no remunerada, de medio tiempo, y a menudo formaba compañías especiales del HJ dentro de los batallones del Volkssturm. En teoría, el servicio en el Volkssturm se limitaba a los niños mayores de 16 años; sin embargo, los niños más jóvenes, incluidos los miembros de Jungvolk, a menudo se ofrecían como voluntarios o eran obligados a servir en estas unidades; incluso uniéndose a los "escuadrones de combate de tanques" que debían atacar a los tanques enemigos con armas de mano. Los informes de testigos oculares de la batalla de Berlín en abril de 1945 registran casos de muchachos jóvenes que luchan con sus uniformes de DJ, con pantalones cortos. La última aparición pública de Adolf Hitler fue el 20 de abril de 1945, cuando presentó las Cruces de Hierro a los defensores de Berlín, incluidos varios niños, algunos de ellos de apenas doce años.

## Disolución
Con la rendición de la Alemania nazi en 1945, la organización de facto dejó de existir. El 10 de octubre de 1945, fue prohibido por el Consejo de Control Aliado junto con otras organizaciones del NSDAP. Bajo la Sección 86 del Código Penal Alemán, las Juventudes Hitlerianas es una "organización inconstitucional" y la distribución o el uso público de sus símbolos, excepto con fines educativos o de investigación, no están permitidos.